# Việt Nam tại Thế vận hội Người khuyết tật Mùa hè 2020
Việt Nam đã tham gia tranh tài tại Thế vận hội Người khuyết tật Mùa hè 2020 ở Tokyo, Nhật Bản từ ngày 24 tháng 8 đến ngày 5 tháng 9 năm 2021. Đoàn thể thao Việt Nam tham dự với 15 thành viên, trong đó có 7 vận động viên. Tại kì Thế vận hồi Người khuyết tật này, Việt Nam giành được 1 huy chương bạc, đánh dấu lần đầu tiên đoàn thể thao người khuyết tật Việt Nam giành huy chương ở 2 kì thế vận hội liên tiếp và lần đầu tiên có một vận động viên Việt Nam giành huy chương ở 2 kì thế vận hội khác nhau: Lê Văn Công (tính cả đội Olympic).

## Vận động viên giành huy chương
| Huy chương | Vận động viên | Môn   | Nội dung  | Ngày       |
| ---------- | ------------- | ----- | --------- | ---------- |
| Bạc        | Lê Văn Công   | Cử tạ | 49 kg nam | 26 tháng 8 |

## Bơi
Việt Nam có 4 suất thi đấu Thế vận hội sau khi vượt qua chuẩn. Tuy nhiên chỉ có ba vận đông viên Đỗ Thanh Hải, Võ Thanh Tùng và Trịnh Thị Bích Như tham dự Paralympic lần này do vận động viên Nguyễn Thành Trung dù đã đạt chuẩn nhưng do phân loại thương tật quá hạn nên không được Ủy ban Paralympic Quốc tế chấp thuận. Võ Thanh Tùng từng giành huy chương bạc tại Paralympic 2016 ở nội dung 50 mét tự do hạng S5.

### Nam
| Vận động viên | Nội dung              | Vòng loại | Vòng loại | Chung kết | Chung kết |
| Vận động viên | Nội dung              | Tính giờ  | Hạng      | Tính giờ  | Hạng      |
| ------------- | --------------------- | --------- | --------- | --------- | --------- |
| Đỗ Thanh Hải  | 100 m bơi ếch nam SB5 | 1:35,97   | 7 Q       | 1:35,68   | 6         |
| Võ Thanh Tùng | 200 m tự do S5        | 3:14,11   | 12        | Bị loại   | Bị loại   |
| Võ Thanh Tùng | 100 m tự do S5        | 1:20,51   | 11        | Bị loại   | Bị loại   |
| Võ Thanh Tùng | 50 m bơi bướm S5      | DSQ       | -         | Bị loại   | Bị loại   |
| Võ Thanh Tùng | 50 m bơi ngửa nam S5  | 40,07     | 9         | Bị loại   | Bị loại   |
| Võ Thanh Tùng | 50 m tự do nam S5     | 35,91     | 12        | Bị loại   | Bị loại   |

1. ↑  Thành tích ban đầu là 53,75 giây, đứng thứ 18, kém người thứ 17 11,57 giây. Tuy nhiên sau đó thành tích này đã bị hủy bỏ.

### Nữ
| Vận động viên      | Nội dung             | Vòng loại | Vòng loại | Chung kết | Chung kết |
| Vận động viên      | Nội dung             | Tính giờ  | Hạng      | Tính giờ  | Hạng      |
| ------------------ | -------------------- | --------- | --------- | --------- | --------- |
| Trịnh Thị Bích Như | 50 m tự do S6        | 39,14     | 15        | Bị loại   | Bị loại   |
| Trịnh Thị Bích Như | 200 m hỗn hợp SM6    | 3:35,16   | 14        | Bị loại   | Bị loại   |
| Trịnh Thị Bích Như | 100 m bơi ếch nữ SB5 | 1:53,31   | 7 Q       | 1:53,00   | 7         |
| Trịnh Thị Bích Như | 50 m bơi bướm nữ S6  | 42,60     | 14        | Bị loại   | Bị loại   |

## Cử tạ
Hai vận động viên Lê Văn Công và Châu Hoàng Tuyết Loan có hai suất đặc cách đến Thế vận hội. Lê Văn Công đã giành huy chương vàng tại Paralympic 2016 ở nội dung 49 kg nam, anh cũng đang giữ kỉ lục thế giới ở nội dung này.

### Nam
| Vận động viên | Nội dung  | Kết quả (kg) | Kết quả (kg) | Kết quả (kg) | Hạng |
| Vận động viên | Nội dung  | Lần 1        | Lần 2        | Lần 3        | Hạng |
| ------------- | --------- | ------------ | ------------ | ------------ | ---- |
| Lê Văn Công   | 49 kg nam | 165          | 170          | 173          | 2    |

### Nữ
| Vận động viên         | Nội dung | Kết quả (kg) | Kết quả (kg) | Kết quả (kg) | Hạng |
| Vận động viên         | Nội dung | Lần 1        | Lần 2        | Lần 3        | Hạng |
| --------------------- | -------- | ------------ | ------------ | ------------ | ---- |
| Châu Hoàng Tuyết Loan | 55 kg Nữ | 95           | 97           | 103          | 6    |

## Điền kinh
Hai vận động viên Cao Ngọc Hùng (ném lao F57) và Nguyễn Thị Hải (ném đĩa F57) đã được tham dự Paralympic 2020 sau khi vượt qua chuẩn dự Thế vận hội. Hai vận động viên này được tham dự bằng thư mời. Cao Ngọc Hùng đã giành huy chương đồng tại Paralympic 2016, còn Nguyễn Thị Hải từng lập kỉ lục thế giới ở môn ném đĩa. Đây là kì Paralympic thứ hai mà cặp vợ chồng này tham dự cùng nhau, sau kì Thế vận hội năm 2012 ở Luân Đôn.

### Nam
| Vận động viên | Nội dung    | Kết quả (m) | Kết quả (m) | Kết quả (m) | Kết quả (m) | Kết quả (m) | Kết quả (m) | Hạng |
| Vận động viên | Nội dung    | Lần 1       | Lần 2       | Lần 3       | Lần 4       | Lần 5       | Lần 6       | Hạng |
| ------------- | ----------- | ----------- | ----------- | ----------- | ----------- | ----------- | ----------- | ---- |
| Cao Ngọc Hùng | Ném lao F57 | 42,78       | x           | 42,08       | 40,61       | 42,69       | 43,91       | 6    |

### Nữ
| Vận động viên  | Nội dung    | Kết quả (m) | Kết quả (m) | Kết quả (m) | Kết quả (m) | Kết quả (m) | Kết quả (m) | Hạng |
| Vận động viên  | Nội dung    | Lần 1       | Lần 2       | Lần 3       | Lần 4       | Lần 5       | Lần 6       | Hạng |
| -------------- | ----------- | ----------- | ----------- | ----------- | ----------- | ----------- | ----------- | ---- |
| Nguyễn Thị Hải | Ném đĩa F57 | 25,88       | 26,68       | 26,04       | 27,39       | 26,72       | 26,38       | 9    |
| Nguyễn Thị Hải | Đẩy tạ F57  | 8,04        | x           | 8,20        | 8,00        | 7,99        | 8,05        | 10   |